# Campionati europei di ciclismo su strada 2008 - Gara in linea maschile Under-23
La gara in linea maschile Under-23 dei Campionati europei di ciclismo su strada 2008 è stata corsa il 5 luglio in Italia, con partenza ed arrivo a Verbania, su un percorso totale di 151,2 km. La medaglia d'oro è stata vinta dal francese Cyril Gautier con il tempo di 3h39'49" alla media di 41,27 km/h, l'argento al tedesco Paul Voss e a completare il podio il russo Timofej Krickij.
Partenza con 305 ciclisti, dei quali 20 completarono la gara.

## Squadre partecipanti
| N.      | Cod. | Squadra         |
| ------- | ---- | --------------- |
| 1-8     | ALB  | Albania         |
| 9-19    | AUT  | Austria         |
| 20-26   | BEL  | Belgio          |
| 27-37   | BLR  | Bielorussia     |
| 38-43   | BUL  | Bulgaria        |
| 44-51   | CRO  | Croazia         |
| 52-59   | CZE  | Repubblica Ceca |
| 60-69   | DNK  | Danimarca       |
| 70-79   | ESP  | Spagna          |
| 80-90   | EST  | Estonia         |
| 91-94   | FIN  | Finlandia       |
| 95-105  | FRA  | Francia         |
| 106-112 | GBR  | Regno Unito     |
| 113-123 | GER  | Germania        |
| 124-128 | GRE  | Grecia          |
| 129     | HUN  | Ungheria        |
| 130-134 | IRL  | Irlanda         |
| 135-145 | ITA  | Italia          |

| N.      | Cod. | Squadra     |
| ------- | ---- | ----------- |
| 146-156 | LAT  | Lettonia    |
| 157-164 | LTU  | Lituania    |
| 165-169 | LUX  | Lussemburgo |
| 170-175 | MDA  | Moldavia    |
| 176-177 | MKD  | Macedonia   |
| 178-186 | NLD  | Paesi Bassi |
| 187-197 | NOR  | Norvegia    |
| 198-207 | POL  | Polonia     |
| 208-217 | PRT  | Portogallo  |
| 218-220 | ROU  | Romania     |
| 221-231 | RUS  | Russia      |
| 232-242 | SVN  | Slovenia    |
| 243-250 | SRB  | Serbia      |
| 251-261 | SUI  | Svizzera    |
| 262-272 | SVK  | Slovacchia  |
| 273-279 | SWE  | Svezia      |
| 280-290 | TUR  | Turchia     |
| 291-305 | UKR  | Ukraina     |

## Ordine d'arrivo (Top 10)
| Pos. | Corridore       | Squadra     | Tempo    |
| ---- | --------------- | ----------- | -------- |
| 1    | Cyril Gautier   | Francia     | 3h39'49" |
| 2    | Paul Voss       | Germania    | a 24"    |
| 3    | Timofej Krickij | Russia      | s.t.     |
| 4    | Ben Swift       | Regno Unito | s.t.     |
| 5    | Daniel Schorn   | Austria     | s.t.     |
| 6    | Kristijan Koren | Slovenia    | s.t.     |
| 7    | Laureant Beuret | Svizzera    | s.t.     |
| 8    | Andrei Nechita  | Romania     | s.t.     |
| 9    | Oleg Berdos     | Moldavia    | s.t.     |
| 10   | Maciej Paterski | Polonia     | s.t.     |